# Micromus igorotus
Micromus igorotus är en insektsart som beskrevs av Banks 1920. Micromus igorotus ingår i släktet Micromus och familjen florsländor. Inga underarter finns listade i Catalogue of Life.